# Aurorae Planum
Aurorae Planum és una formació geològica de tipus planum a la superfície de Mart, localitzada amb el sistema de coordenades planetocèntriques a -8.56 latitud N i 316.37 ° longitud E, que fa 564.49 km de diàmetre. El nom va ser aprovat per la UAI l'any 1973 i fa referència a una característica d'albedo.